# Philaenus brevistriga
Philaenus brevistriga is een halfvleugelig insect uit de familie Aphrophoridae. De wetenschappelijke naam van deze soort is voor het eerst geldig gepubliceerd in 1858 door Walker.